# Jakara Anthony
Jakara Anthony (Cairns, 8 de julio de 1998) es una deportista australiana que compite en esquí acrobático.
Participó en dos Juegos Olímpicos de Invierno, obteniendo una medalla de oro en Pekín 2022, en la prueba de baches, y el cuarto lugar en Pyeongchang 2018, en la misma prueba.
Ganó una medalla de plata en el Campeonato Mundial de Esquí Acrobático de 2019, en la prueba de baches.
En 2022 fue condecorada con la Medalla de la Orden de Australia (OAM).

## Medallero internacional
| Juegos Olímpicos   | Juegos Olímpicos           | Juegos Olímpicos | Juegos Olímpicos |
| Año                | Lugar                      | Medalla          | Prueba           |
| ------------------ | -------------------------- | ---------------- | ---------------- |
| 2022               | Pekín (China)              | Medalla de oro   | Baches           |
| Campeonato Mundial |                            |                  |                  |
| Año                | Lugar                      | Medalla          | Prueba           |
| 2019               | Park City (Estados Unidos) | Medalla de plata | Baches           |